# فرانك فان أوفريم
فرانك فان أوفريم (1948 - 11 يونيو 2021)، هو لاعب كرة طائرة هولندي ورائد في الكرة الطائرة الشاطئية من لاهاي. لعب 36 مباراة مع منتخب هولندا لكرة الطائرة منتخب هولند للرجال.
بعد تشخيص إصابته بمرض خطير في عام 2020، توفي فان أوفيريم في 11 يونيو 2021.  